# ويليام إس. غريغوري
ويليام إس. غريغوري (بالإنجليزية: William S. Gregory)‏ هو سياسي أمريكي، ولد في 4 أغسطس 1825، وتوفي في 11 أغسطس 1887. انتخب عمدة كانزاس سيتي، ميزوري (1853 – 1854).